# Stefan Leković
Stefan Leković (serbisch-kyrillisch Стефан Лековић; * 9. Januar 2004 in Belgrad, Serbien und Montenegro) ist ein serbischer Fußballspieler, der aktuell für FK Roter Stern Belgrad spielt.

## Karriere

### Verein
Leković stammt aus der renommierten Jugendakademie von Roter Stern Belgrad und spielte mit der U19-Mannschaft des Vereins 2021/22 in der UEFA Youth League. Ab Januar 2022 spielte er für ein halbes Jahr als Leihspieler bei FK Grafičar Belgrad, wo er 16 Spiele in der zweiten Liga absolvierte. Sein Pflichtspieldebüt gab er am 10. Juli 2022 in der SuperLiga bei einem 4:0-Heimsieg gegen Radnički Niš. Sein erstes Tor erzielte der Abwehrspieler am 28. Mai 2023 gegen FK Novi Pazar in den Meisterschaftsplayoffs, in denen er mit Roter Stern am Ende der Saison die serbische Meisterschaft gewinnen konnte.
Am 1. September 2023 wechselte Leković ins Ausland und schloss sich der B-Mannschaft des FC Villarreal für ein Jahr an, mit einer Kaufoption. Nach der Rückkehr nach Serbien folgte im Januar 2025 eine weitere Leihe zur AC Monza. Für die Italiener absolvierte er sieben Pflichtspiele.

### Nationalmannschaft
Leković ist aktueller Jugendnationalmannschaft Serbiens. Er spielte bisher für die U-16 bis U-19-Nationalmannschaften seines Heimatlandes.

## Erfolge
- Serbischer Meister: 2021/22
- Serbischer Pokalsieger: 2021/22